# Папарригопулос, Константинос
Константинос Папарригопулос (греч. Κωνσταντίνος Παπαρρηγόπουλος; 1815, Константинополь — 14 апреля 1891, Афины) — греческий историк XIX века, характеризуется современными историками как «отец» греческой историографии. Является основателем восприятия исторической преемственности Греции с древности по сегодняшний день, установив в своём преподавании в Афинском университете разделение греческой истории на три периода (древняя, средневековая и новая) и предпринял усилия аннулировать господствующие в ту эпоху взгляды, что Византийская империя являлась периодом упадка и вырождения, который не признавался частью греческой истории. Этнограф Н. Политис считает что он заложил основу для формирования национальной идентичности новогреческого общества.

## Биография

### Молодость
Константин Папарригопулос родился в 1815 году в Константинополе и был сыном банкира Димитрия Папарригопулоса, родом из села Витина Аркадия Пелопоннес и старейшины греческой общины Константинополя и Тарсии Никокли.
С началом Греческой революции 1821 года, в массовой резне греческого населения Константинополя, турки убили его отца, брата Михаила и других членов его семьи (дядю, Иоанниса Папарригопулоса, и зятя его отца, Димитриоса Сканависа), и разграбили и конфисковали всё их состояние. После этих трагических событий его мать, Тарсия Никокли, нашла убежище в Одессе, вместе с восемью своими детьми.
В Одессе Константин Папарригопулос учился в Ришельевском лицее, как стипендиат российского императора Александра I (К.Авгитидис пишет что Папарригопулос получал государственную стипендию в 1822 году, не уточняя до какого года).
В 1830 году, по завершении Освободительной войны, семья переехала в Грецию, где обосновалась в городе Нафплион.
Здесь Папарригопулос продолжил учёбу в школе Эгины у Георгия Геннадиоса, которую однако ему не удалось закончить. Несмотря на то что он знал несколько иностранных языков (французский, немецкий и русский) и много читал, он так никогда не завершил любой уровень образования (К.Авгитидис утверждает что Ришельевский лицей Папарригопулос закончил)), факт ставший причиной критики, которой он подвергся когда пытался получить назначение в университет.

### Профессиональная карьера
В 1833 году Папарригопулос был назначен служащим в министерство Правосудия, и дослужился до звания директора.
В 1845 году он был уволен из министерства, согласно резолюции Первого Национального конгресса, касательно родившихся за рубежом. В том же году был назначен преподавателем истории в Афинской гимназии, после смещения Г. Г. Пападопулоса, с которым у него в прошлом были публичные разногласия по историческим вопросам.
В 1848 году было отклонено его заявление о принятии на работу, в качестве преподавателя древней истории, в университет, по причине отсутствия университетского диплома и докторской диссертации. Университет Мюнхена провозгласил его доктором in absentia (заочно), после того как Папарригопулос подписал меморандум, написанный на латинском, который Схинас, Константинос направил философскому факультету 19 января 1850 года. 22 января того же года Папарригопулосу был выдан соответствующий диплом.
В марте 1850 года он подвергся процедуре испытательного урока на юридическом факультете, но не получил на него назначение.
Папарригопулос стал преподавателем на философском факультете, вместо Константиноса Схинаса, где преподавал «от древнейших и до новейших времён судьбы греческой нации». Папарригопулос стал адъюнкт-профессором 6 марта 1851 года, а 17 февраля 1856 года получил звание полного профессора.
В 1870 и 1871 годах выставлял свою кандидатуру на должность ректора, но безуспешно. В конечном итоге, в 1872 году, ему удалось быть избранным ректором.
В 1875 году он был назначен почётным профессором университета Одессы, а в 1881 году был избран членом Академии Сербии.
До 1864 года он каждый год принимал участие в жюри Поэтических конкурсах Афинского университета и в 1858 и 1859 годах подготовил доклад жюри.
В последние годы своей жизни он был президентом филологического общества «Парнас».

### Семья
В 1841 году Папарригопулос женился на Марии Афтониди, дочери Георгия Афтонидиса, сановника Вселенского патриархата и в прошлом, перед Греческой революцией, один из четырёх эфоров тайной греческой революционной организации Филики Этерия в Константинополе. У четы было трое детей: Димитриос (1843), будущий поэт и театральный писатель, Аглайя (1849) и Елена (1854).
Константин Папарригопулос имел несчастье пережить смерть своего сына, Дмитрия (1873), а также смерть своей дочери, Елены и своей жены (1890), и своего брата Петроса (1891).
Сам Папарригопулос умер в 1891 году в Афинах.

## Научные труды
В 1843 году Папарригопулос впервые предстал перед научным миром с диссертацией «Περὶ τῆς ἐποικήσεως σλαβικῶν τινῶν φυλῶν εἰς τὴν Πελοπόννησον»(О переселении славянских племён на Пелопоннес), указывая на ошибки греческой (славянской) теории Фаллмерайера.
Двумя годами раннее (1841) он перевёл работу Le Centaure Мориса де Герена, которая была опубликована в журнале «Европейский компилятор». В 1844 году он опубликовал трактат о разрушении Коринфа римлянами, «Последний год греческой свободы», а в 1846 году составил Однотомный словарь французского языка и принял участие в написании метода изучения французского языка.
В 1849 году он опубликовал «Руководство по Всеобщей истории», предназначенное для преподавания в гимназиях.
В 1853 году он издал первый, краткий, вариант своей работы «История Греческой нации с древнейщих времён и до новейших». Работа была переведена на французский и издана во Франции в 1858 году.
В 1860 году началось издание второго варианта «Истории Греческой нации». Эта работа была разделена на 3 тома 15 книг и её издание завершилось в 1876 году.
Окончательный, много-томный, вариант его «Истории» издавался и продолжает издаваться в Греции по сегодняшний день.
Его учеником был историк, и впоследствии премьер-министр Греции, Ламброс, Спиридон.

### Взгляды Папарригопулоса
Константин Папарригопулос связал исторически греческую древность с новейшей Грецией посредством Византии. Эти же взгляды до него высказал раннее историк Замбелиос, Спиридон, в своём вступлении к однотомному изданию демотических песен, в 1852 году, а также шотландец Финлей, Джордж в 1851 году в «History of Greece, from its Conquest by the Crusaders to its Conquest by the Turks» и немец Цинкейзен, Иоганн Вильгельм.
Согласно Папарригопулосу, эллинизм не исчез после поражения греков от римлян в 146 году до н. э., но продолжил своё существование и, более того, сумел возродиться с созданием Византийской империи, которая не была вырожденным осколком Восточного римского государства, но являлось возрождением древней греческой цивилизации. В качестве отправной точки Нового Эллинизма он определил 1204 год, то есть взятие и разграбление Константинополя католиками-крестоносцами Четвёртого крестового похода. Папарригопулос выразил разногласие с баварско-австрийским историком Фаллмерайером, который в своей работе История полуострова Морея в средние века (1830 и 1836) утверждал, что греческое население исчезло в VI веке н. э. после нашествия славянских племён, и следовательно новые греки не родственны древнему населению.
Папарригопулос был суров по отношению к Фаллмерайеру. В 1833 году Фаллмерайер впервые вступил на землю Мореи, где пробыл месяц, после чего отправился севернее в Аттику. Здесь Фаллмерайер оказался в центре скандала. До этого он в своей теории использовал почти исключительно топонимику.
Единственный документ приведенный Фаллмерайером и стал причиной скандала. Греческий археолог Питтакис, Кирьякос вручил ему «Хронику монастыря Св. Анаргиров». Основываясь на «Хронике», Фаллмерайер стал утверждать в своём втором томе, что с эпохи Юстиниана Аттика обезлюдела на 400 лет и что остатки афинян выбрались на остров Саламин. Но 400 лет оказались на поверку тремя годами. Папарригопулос без обиняков обвинил Фаллмерайера в том, что тот сознательно подделал цифру, выстраивая свою теорию. Однако греческий историк Велудис считает что именно Питтакис подделал цифру, чтобы дискредитировать Фаллмерайера и представить его дилетантом.

### Византийское звено в «Истории» Папарригопулоса
Основной причиной тому что он придавал большое значение Византийской империи было то, что Папарригопулос верил что Византия являлась соединительным звеном между древним и новым эллинизмом, поскольку доказательство исторического единства греческой нации было основной целью Папарригопулоса. Следует отметить что для Папарригопулоса «(…) Греческой нацией именуются все люди, говорящие на греческом языке, в качестве родного.», что в определённом плане близко тезису древнего афинского ритора Исократа «и, пожалуй, эллином именуются все участвующие в нашем образовании» (καὶ μᾶλλον Ἕλληνας καλεῖσθαι τοὺς τῆς παιδεύσεως τῆς ἡμετέρας)Πανηγυρικός εδάφιο 50
Ещё одной дополнительной причиной, из-за которой Папарригопулос считал важной Византию, было достижение политического единства греков, которое отсутствовало в Древней Греции. В взглядах Папарригопулоса о национальном единстве наблюдается влияние Великой идеи, но и учение профессора Афинского университета Константина Схинаса, с которым Папарригопулос поддерживал тесные связи.

### Папарригопулос о Византийской реформации
Парригопулос был первым, кто детально исследовал период царствования Исавров, а также первым, кто положительно оценил их реформы.
Папарригопулос пишет, что если бы реформы Исавров стали доминирующими, то другой была бы участь не только Византии, но и всего мира и «общественная Реформация Востока произошла бы намного ранее западной Реформации».
С этой оценкой Папарригопулоса позже выразил несогласие российско-югославский византинист Острогорский, Георгий Александрович, который подверг критике взгляды Папарригопулоса заявляя, что ни о каких широких социальных реформах Льва III не может быть речи. По мнению Острогорского Лев III Исавр использовал те изменения в общественном строе Византии, которые произошли в VII в. Создание сильной государственной власти на данном этапе развития Византии соответствовало интересам развивающейся фемной знати, поскольку для формирования крупного землевладения и сеньориальных методов эксплуатации необходимо было наличие твёрдой власти, содействующей укреплению военно-землевладельческого сословия, имевшего тенденцию к превращению в класс феодалов.
Рассматривая период иконоборчества, Папарригопулос выступает в защиту иконоборцев отмечая что «это было прогрессивным движением». Российский иконописец Успенский, Леонид Александрович, значительно позже, отметил что поводом к развитию иконоборчества были те злоупотребления, которые искажали почитание святых икон.
Папарригопулоc осуждает иконопочитателей, и, в частности, Феодора Студита, полагая, что их деятельность привела Византийскую империю на край гибели.
Одновременно с религиозной реформой, осуждавшей иконы, запрещавшей мощи, уменьшившей число монастырей, но вместе с тем не коснувшейся основных догматов христианской веры, производились социальная и политическая реформы политическая.
Симпатии Папарригопулоса склонны к полному оправданию императоров-иконоборцев, как реформаторов-прогрессистов.

### Папарригопулос о революции Зилотов в Салониках
Освещая салоникское восстание XIV века Папарригопулос негативно относится к монашеству и явлению исихазма.
Восстание имело два этапа: первое (1342—1345), когда руководство восстания было в руках среднего класса и второй (1345—1349), когда руководство восстания перешло в руки низших классов
Папарригопулос обвиняет Иоанна VI Кантакузина в том, что в своём рвении подавить восстание зилотов, он призвал на помощь турок, которые впервые, с его помощью, переправились из Малой Азии в Европу, а в дальнейшем, чтобы добить повстанцев и обеспечить турецкую поддержку, не остановился перед «чудовищной свадьбой» своей 13-летней дочки с 60-летним султаном Орханом.

### Папарригопулос о Плифоне
В своём эллиноцентристком освещении истории Византии Папарригопулос уделяет большое внимание Георгию Плифону, который заявлял «мы родом эллины». Исходя из общественных реформ, которые Георгий Плифон предлагал, Папарригопулос в своей работе именует его как «Греческого социалиста 15-го столетия».

### Критики
Когда Папарригопулос издал свой первый вариант Истории греческой нации, в 1853 году, среди большинства учёных преобладал взгляд, что Византийская империя была вырождающимся государством, в котором господствовали религиозный фанатизм и суеверие.
Другая группа историков, которую главным образом выражал К.Тсопотос, считала что греческие общины являлись продуктом османской налоговой системы и не существовало никакого соединительного звена между общинами Византии и новейшей Греции. Папарригопулос опроверг эти взгляды аргументами, исследуя главным образом народную культуру, обычаи, язык и др.
Его критики принадлежали в основном к двум группам:
- Большая группа учёных той эпохи осудила попытку Папарригопулоса «вклинить» Византию, которую считали религиозным фанатичным государством, между древней и новой Грецией. К примеру, Куманудис, Стефанос в 1853 году, несколько месяцев после издания однотомной Истории Греческой нации, в своей публикации обрушился против тех, кто высказывали взгляды о большом о значении Византии, прежде всего против Папарригопулоса, Замбелиоса и Византиоса[49].

Куманудис даже использовал терми «Замбелиопапарригопулова школа», когда критиковал их взгляды. В 1856 году Димитриос Маврофридис, в своей статье в газете Афина писал: «его (Папарригопулоса) мания о единстве греков достигла крайностей» и охарактеризовал его идеи как «мнимые потуги»
Папарригопулос часто имел научные разногласия и с Константином Сатасом.
- С другой стороны, некоторые византинисты, такие как греческий историк и политик Каллигас Павлос[51] и российский византинист Успенский, Фёдор Иванович, высказали возражения против эллиноцентризма Папарригопулоса в освещении истории Византии, напоминая и делая акцент на её римском наследии.

Папарригопулос был также обвинён многими в славянофильстве. Английский историк Д.Дайкин отмечает выступление Папарригопулоса 19 сентября/1 октября 1876 года, на митинге у подножия Афинского Акрополя, требуя вступления Греции в войну против турок, в поддержку сербов, и обвиняя правительство в отсутствии военной подготовки, за полгода до начала русско-турецкой войны.
Против Папарригопулоса были выдвинуты и личные обвинения по не-научным вопросам, как то что он посягал на университетскую собственность (в анонимной брошюре 1871 года, текст которой, как было выявлено позже, принадлежал Георгию Мистриотису, по случаю кандидатуры Папарригопулоса на должность ректора), что он обеспечил государственное финансирование, чтобы выражать правительственную политику в газете Эллин и что у него были политические амбиции.
Многие из обвинений против него были высказаны по причине местнического духа : Μ. Димитсас исправлял в 1874 году его данные касательно Македонии. Т. Дилияннос в 1876 году высказал свои замечания касательно Мореи. П.Верготис подчёркивал недостатки в Истории Папарригопулоса касательно Ионических островов. Павлос Каролидис выразил недовольство в 1888 году, о суровой критике Папарригопулоса по отношению к древним малоазийским грекам. Драгумис, Николаос, также, выразил разногласие с данными, которые Папарригопулос представил касательно с воссоединением Ионических островов с греческим государством.

### Папарригопулос о поствизантийской эпохе
Папарригопулос в своей «Истории» предоставляет много данных о этом периоде, в основном в 5-м томе. Он описывает повстанческую деятельность клефтов упоминая их взаимную неприязнь с греческим монашеством и духовенством. Папарригопулос детально освещает также явление арматолов. Он детально анализирует развитие греческого торгового флота и его последующее участие в Освободительной войне 1821—1829 гг. Значительное внимание Папарригопулос уделяет роли России в национально-освободительной борьбе греков).
Пелопоннесское восстание 1770 года было вызвано первой архипелагской экспедицией русского флота, в ходе русско-турецкой войны (1768—1774) и было жестоко подавлено. Папарригопулос возражает против позиции, что греки пролили кровь, чтобы обеспечить успех России, ничего не выиграв взамен. Папарригопулос пишет: "Будет несправедливыми, если будем заявлять, что по причине этой борьбы, мы подверглись только трагедиям, не получив ничего взамен. Мы не можем отрицать того, что европейское вмешательство, обеспечившее наконец нашу независимость, ведёт своё начало от Кючук-Кайнарджийского договора, через право защиты (православных), присвоенное Россией, и в силу которого, а затем и Ясского договора и Бухарестского договора, император Александр I, с началом революции, смог вызвать вмешательство всей Европы.

### Папарригопулос о Греческой революции 1821 года
Папарригопулосу было шесть лет, когда началась Греческая революция, и в массовой Константинопольской резне турками был умерщвлён его отец, брат и родственники.
Хотя последовавшие 10 лет своего детства и юности он прожил в России, тема Освободительной войны была значительна для него не только в академическом аспекте.
Греческую революцию 1821 года он также рассматривает в свете своей концепции непрерывности греческой истории и связывает с Византией своим известным тезисом «Нация 1821 года была нацией 1453 года» (то есть та же греческая нация, что защищала Константинополь в 1453 году, была нацией начавшей Освободительную войну в 1821 году). Впоследствии греческие марксистские историки отмечали идеализм этого тезиса, исходя из своего тезиса, что нации в современном понятии этого термина появились с рождением капитализма.
В 1860 году он опубликовал в продолжениях в газете своё исследование о военачальнике и герое Освободительной войны Георгии Краискакисе. Труд был издан книгой в 1876 году.

## Журналист
Папарригопулос начал заниматься журналистикой в 1833 году, публикуя статьи в газете «Триптолемос)» Нафплиона. В последующие годы Папарригопулос стал издателем, правда на непродолжительный период, двух газет, «Этники» (1847), дружественной к Иоаннису Коллетису и «Эллин» (1858—1860), собственной газеты политического и филологического содержания, которая поддерживала политику короля-баварца Оттона. В последней он опубликовал своё исследование о Георгии Краискакисе. Папарригопулос был соучредителем и с 1853 года директором франкоязычной газеты «Spectateur de l’Orient», которая информировала иностранцев о греческих вопросах. С 1856 по 1858 год Папарригопулос был корреспондентом в Афинах греческой газеты Триеста «Имера» (День) Иоанниса Скилициса.
Самым серьёзным присутствием Папарригопулоса на журналистском поприще стало его сотрудничество с филологическим журналом Пандора(с весны 1850 года), который считается самым значительным греческим изданием 19-го века. Соучредителями и издателями журнала были Константин Папарригопулос, Рангавис, Александрос Ризос и Драгумис, Николаос. В журнале Папарригопулос занимался в основном историографическими темами и рецензией на книги. Он также представлял разные исследования исторической тематики. Его тексты в Пандоре достигают примерно числа 50, но их точное число трудно подсчитать, поскольку многие из них он оставил неподписанными. Его существенное сотрудничество с журналом завершилось в 1861 году, когда он перестал писать тексты. Несмотря на это, иногда, он писал в журнале и активно принимал участие, своими публикациями, в издании афинских журналов: «Парнассос», «Эстия» и др.